# Neobouteloua
Neobouteloua is een geslacht uit de grassenfamilie (Poaceae). De soorten van dit geslacht komen voor in Zuid-Amerika.

## Soorten
De Catalogue of New World Grasses [14 december 2011] erkent de soorten:
- Neobouteloua lophostachya
- Neobouteloua pauciracemosa